# Lapis Niger

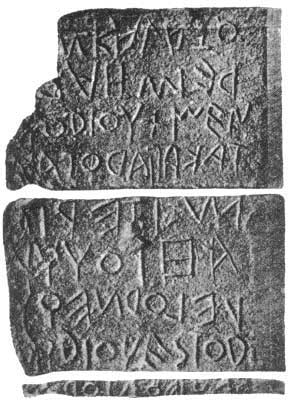
Stenblock med inskrift på latin funnen vid Lapis Niger.

Lapis Niger (latin för "den svarta stenen") är belägen på Forum Romanum i Rom.
Lapis Niger är en nästan kvadratisk yta stenlagd med svart marmor och omgiven av ett lågt skrank av vit marmor. Lapis Niger påstås ha blivit lagd av Julius Caesar. Under antiken identifierades platsen vanligen som Romulus grav och hade en stor symbolisk betydelse. Den grävdes fram i slutet av 1800-talet. Under stenläggningen påträffades då ett altare och ett stenblock med den äldsta kända inskriften på latin, daterbar till 500-talet f.Kr. Texten är skadad och svårtolkad, men tycks innehålla en varning för att vanhelga platsen, och det talas även om en kung. Någon grav har inte påträffats; måhända rör det sig om en så kallad heroon av den typ som fanns i grekiska städer, det vill säga en kultplats ägnad åt stadens grundare.